# Guatteria decurrens
Guatteria decurrens R.E.Fr. – gatunek rośliny z rodziny flaszowcowatych (Annonaceae Juss.). Występuje naturalnie w Peru. 

## Morfologia
PokrójZimozielone drzewo dorastające do 6–8 m wysokości. Gałęzie są owłosione.
LiścieMają odwrotnie lancetowaty kształt. Mierzą 16–23 cm długości oraz 5–6 szerokości. Są prawie skórzaste, owłosione od spodu. Nasada liścia jest rozwarta. Liść na brzegu jest całobrzegi. Wierzchołek jest ostry. Ogonek liściowy jest owłosiony i dorasta do 3–5 mm długości.